# Домброва (гміна Біштинек)
Домброва (пол. Dąbrowa, нім. Damerau) — село в Польщі, у гміні Біштинек Бартошицького повіту Вармінсько-Мазурського воєводства.
Населення — 59 осіб (2011).
У 1975-1998 роках село належало до Ольштинського воєводства.

## Демографія
Демографічна структура станом на 31 березня 2011 року:
|          | Загалом | Допрацездатний вік | Працездатний вік | Постпрацездатний вік |
| -------- | ------- | ------------------ | ---------------- | -------------------- |
| Чоловіки | 33      | 7                  | 24               | 2                    |
| Жінки    | 26      | 7                  | 15               | 4                    |
| Разом    | 59      | 14                 | 39               | 6                    |